# モーリッシュ試験
モーリッシュ試験（モーリッシュしけん、英: Molisch's test）は、糖質の存在を調べるための敏感な化学的試験である。硫酸または塩酸による糖質の脱水によりアルデヒドが生じ、これが2分子のフェノール（大抵はα-ナフトール）と縮合して赤または紫色の化合物が生じる（レゾルシノールやチモールといった他のフェノール性化合物も色の付いた生成物を与える）。

## 手順
試験溶液は試験管中で少量のモーリッシュ試薬（α-ナフトールのエタノール溶液）と混合される。混合後、少量の濃硫酸を傾けた試験管の壁面を伝わせてゆっくりと加え、混合せずに層を形成させる。陽性反応は酸の層と試験層との間の界面での紫色の輪の出現によって示される。

## 反応
全ての糖質 – 単糖、二糖、多糖 – は陽性反応を与えるはずであり、核酸および糖タンパク質も強い鉱酸によって単糖へと加水分解されるため陽性反応を与える。ペントースはフルフラールへと脱水されるのに対して、ヘキソースは5-ヒドロキシメチルフルフラールへと脱水反応が起こる。これらのアルデヒドはどちらも、存在するならば、2分子のナフトールと縮合し、紫色の生成物を形成する。下図はグルコースの例を示す。